# Királycsér
A királycsér (Thalasseus maximus) a madarak (Aves) osztályának lilealakúak (Charadriiformes) rendjébe, ezen belül a csérfélék (Sternidae) családjába tartozó faj.

## Rendszerezése
A fajt Pieter Boddaert holland orvos és ornitológus írta le 2007-ben, a Sterna nemhez Sterna maxima néven.

## Alfajai
- Thalasseus maximus albididorsalis (Hartert, 1921)
- Thalasseus maximus maximus (Boddaert, 1783)

## Előfordulása
Észak-, Közép-, Dél-Amerika és a Karib-szigetek partjainál, valamint Afrika nyugati partjainál költ, telelni délebbre vonul. Természetes élőhelyei a tengerpartok és a nyílt óceán. Állandó, nem vonuló faj.

## Megjelenése
Testhossza 51 centiméter, szárnyfesztávolsága 100-135 centiméter és testtömege 350-450 gramm. Elegáns ezüstszürke köpönyegtollazata alul túlnyomórészt fehér, akár az arca és a nyaka. Fekete kalapja télen nagyrészt eltűnik a feje tetejéről. Kopott tarkóbóbitája egész évben megmarad. A hím és a tojó felnőtt korukban hasonlítanak egymásra. Csőre mély narancssárga, hosszú és hegyes, nagyon erős. A lába fekete, rövid és zömök. Ujjai között úszóhártya feszül.
|  |

## Életmódja
E madár társas, nagy kolóniákban költ. Tápláléka halak, rákok, rövidfarkú rákok és tintahalak. Az állat legfeljebb 17 évig él.

## Szaporodása
A költési időszak áprilistól augusztusig tart. Évente egyszer költ. A fészekalj egy, változó színű tojásból áll. Színezete a fehértől a középbarnáig változhat, a foltok sötétebb barnák. A kotlás 30-31 napig tart. A kikelésük után az amerikai madarak már egy naposan elhagyják a fészket, míg az afrikai madarak csak egy hét után teszik meg ezt. A fiatal madarak 30-31 nap után repülnek ki, de azért a szülök még gondoskodnak róluk 2-8 hónapig.
|  |

## Természetvédelmi helyzete
Az elterjedési területe rendkívül nagy, egyedszáma pedig stabil. A Természetvédelmi Világszövetség Vörös listáján nem fenyegetett fajként szerepel.